# هارفي إي. براون جونيور
هارفي إي. براون جونيور (بالإنجليزية: Harvey Ellicott Brown, Jr.)‏ هو طبيب أمريكي، ولد في 1840 في Governors Island ‏ في الولايات المتحدة، وتوفي في 20 أغسطس 1889 في نيو أورلينز في الولايات المتحدة.